# Bolesław Łęczycki
Bolesław Łęczycki (ur. 17 listopada 1900 w Łęczycy, zm. 1971) – polski rolnik, ogrodnik i polityk, poseł na Sejm PRL III i IV kadencji.

## Życiorys
Syn Aleksandra. Uzyskał wykształcenie średnie, z zawodu rolnik oraz ogrodnik. Był przewodniczącym spółdzielni produkcyjnej w Opiesinie. Należał do Zjednoczonego Stronnictwa Ludowego, pełnił funkcję prezesa powiatowego komitetu partii w Sieradzu. W 1961 i 1965 uzyskiwał mandat posła na Sejm PRL w okręgu Sieradz. Przez dwie kadencje zasiadał w Komisji Rolnictwa i Przemysłu Spożywczego.
Pochowany na cmentarzu parafialnym w Zduńskiej Woli.

## Odznaczenia
- Order Sztandaru Pracy II klasy
- Krzyż Kawalerski Orderu Odrodzenia Polski
- Srebrny Krzyż Zasługi
- Medal 10-lecia Polski Ludowej (1955)[2]
- Odznaka 1000-lecia Państwa Polskiego (1966)[3]